# Taifalos
Taifalos (em latim: Taifali, Taifalae ou Theifali) foram um povo de origem germânica ou sármata, registrado pela primeira vez ao norte do Danúbio Inferior em meados do século III. Eles experimentaram uma história agitada e fragmentada, em grande parte associada aos povos góticos, e alternativamente lutando contra ou pelos romanos. No final do século IV, alguns taifalos foram assentados dentro do Império Romano, notadamente na Gália Ocidental, em Poitou. Eles subsequentemente forneceram unidades montadas para o exército romano e continuaram a ser uma fonte significativa de cavalaria para os exércitos merovíngios precoces. Pelo século VI, a região deles na Gália Ocidental adquiriu uma identidade distinta como Tifália.

## História

### Estabelecimento na Oltênia

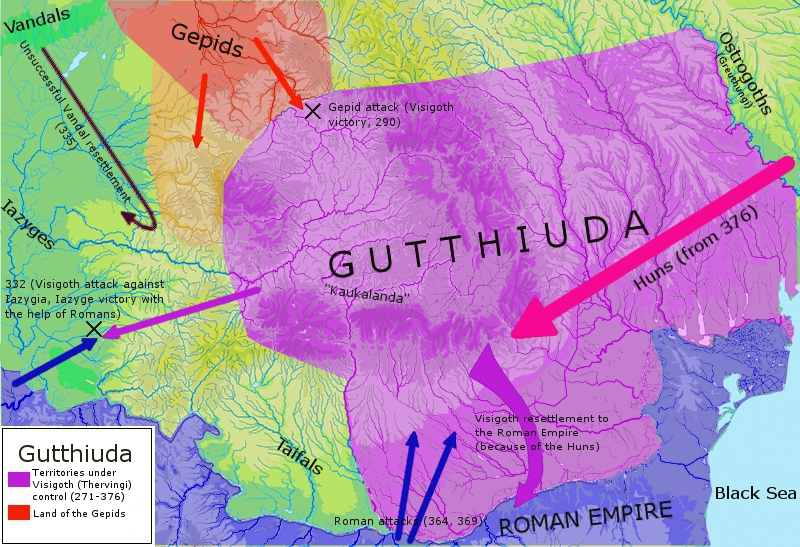
Taifalos na Oltênia e o panorama político do Danúbio Inferior no século IV

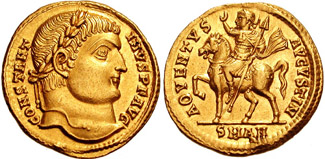
Soldo de r.

Uma das menções mais antigas aos taifalos coloca-os como seguidores do rei gótico Cniva, quando fez campanha na Dácia e Mésia em 250 e nos anos subsequentes. Eles são às vezes classificados como uma tribo germânica intimamente relacionada aos godos, embora alguns acreditem que eram relacionados aos sármatas não-germânicos, com quem podiam ter emigrado das estepes da Ásia Central.[a] No final do século III, assentaram-se no Danúbio em ambos os lados dos Cárpatos, dividindo o território com os godos, que mantiveram autoridade política sobre todo o território. Na primavera de 291, estabeleceram uma aliança especial com os tervíngios góticos, formando confederação tribal que perdurou até 376, e lutaram contra vândalos e gépidas, como relatado nos Panegíricos Latinos; o registro arqueológico do período sugere que a Transilvânia, a região em torno do rio Samósio, estava sob litígio entre os gépidas e os tervíngios e taifalos. Segundo as fontes latinas, mais tardar pelos anos 360, victúfalos, taifalos e tervíngios estiveram em controle da antiga província romana da Dácia.
Em 328, o imperador Constantino I (r. 306–337) conquistou a Oltênia e os taifalos, e quiçá usou a oportunidade para reassentar muitos deles na Frígia, na diocese de Nicolau de Mira. Em 332, enviou o seu filho Constantino II (r. 317–340) para atacar invasores tervíngios. De acordo com Zósimo, um regimento de 500 cavaleiros taifalos confrontou Constantino. Em torno de 336, os taifalos revoltaram-se contra Constantino e foram abatidos pelos generais Herpílio, Vírio Nepociano e Urso. Em 358, autônomos dos godos, tornar-se-iam federados na Oltênia, que permaneceria fora do controle romano. De suas próprias bases oltênicas, ajudaram os romanos em suas campanhas contra os limigantes (358 e 359) e sármatas (358), mas inibiram as campanhas de Valente (r. 364–378) contra os tervíngios em 367 e 368, talvez por ainda serem militarmente aliados. Em 365, Valente mandou a ereção de torres defensivas na Dácia Ripense, mas se isso era a Oltênia é incerto. A evidência arqueológica indica que não havia sítios taifalos a oeste do rio Aluta.

### Travessia do Danúbio

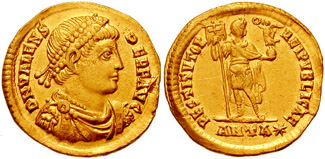
Soldo do imperador Valente r.

Em meados do século IV, os taifalos aparecem saqueando a Dácia ao lado dos jáziges e carpos. Porém, a chegada dos hunos da Ásia Central mudou a configuração política da região: segundo Ambrósio de Milão, "os hunos lançaram-se sobre os alanos, os alanos sobre os godos, e os godos sobre os taifalos e sármatas." Em 376, o juiz tervíngio Atanarico (r. 365–376/381) não estendeu seus muros defensivos ao território taifalo e entrou em conflito com eles. O rompimento da antiga aliança entre a Tervíngia e a Taifália pode estar ligada a desacordos sobre táticas de combate contra os hunos e a travessia do Danúbio, pois os taifalos reuniam sobretudo cavalaria e os tervíngios infantaria. De todo modo, nessas circunstâncias, os hunos forçaram os taifalos a deixar a Oltênia e Muntênia Ocidental.  No mesmo ano, aliaram-se com os grutungos de Farnóbio contra Valente e cruzaram o Danúbio, mas foram derrotados em 377 pelas forças do general Frigérido.

### Colonos e letos imperiais

Escudos dos juniores segundo a Notícia das Dignidades

No rescaldo da derrota, foram reassentados como colonos no norte da Itália (Módena, Parma, Régio) e na Aquitânia; a abandonada Oltênia, por outro lado, foi ocupada pelos hunos ca. 400. Por esta época os taifalos professavam o paganismo e só foram convertidos ao catolicismo mais adiante, em meados do século V, por intermédio do evangelismo romano. De acordo com Amiano Marcelino, possuíam práticas sociais que, segundo o autor, eram libidinosas e obscenas, como a pederastia.[b]
Frequentemente foram agrupados com os sármatas e formaram os citratos juniores (em latim: Citrati iuniores) que serviam os romanos e então o rei merovíngio Clóvis I (r. 481–511). Segundo a Notícia das Dignidades do começo do século V, exitiam os equestres taifalos (equites taifali) criados pelo imperador Honório (r. 395–423) sob comando do conde da Britânia. Possivelmente foram enviados à ilha por Estilicão em 399, e podem ser os equestres seniores de Honório (Equites Honoriani seniores) citada à época. Assim, os equestres taifalos seniores serviram na Britânia, enquanto os juniores na Gália sob o mestre da cavalaria. Os juniores usavam um dragão com uma pérola sobre seus escudos. A Notícia também lista os condes dos taifalos (Comites Taifali) no Império Bizantino, quiçá formados sob Teodósio I (r. 378–395).

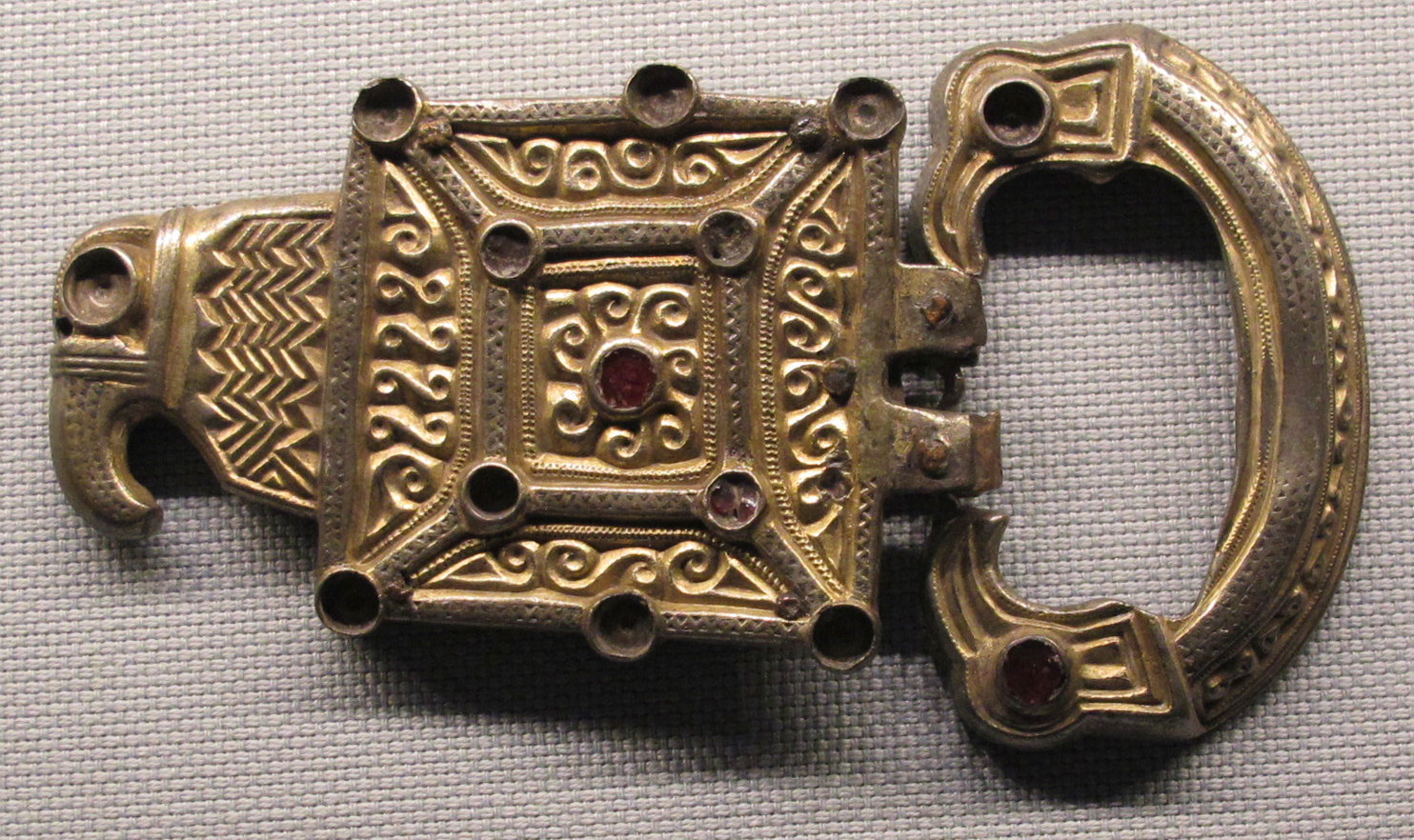
Fivela do primeiro tesouro de Coşoveni, século V. Possivelmente taifalo, achado em Coşoveni, Oltênia, România

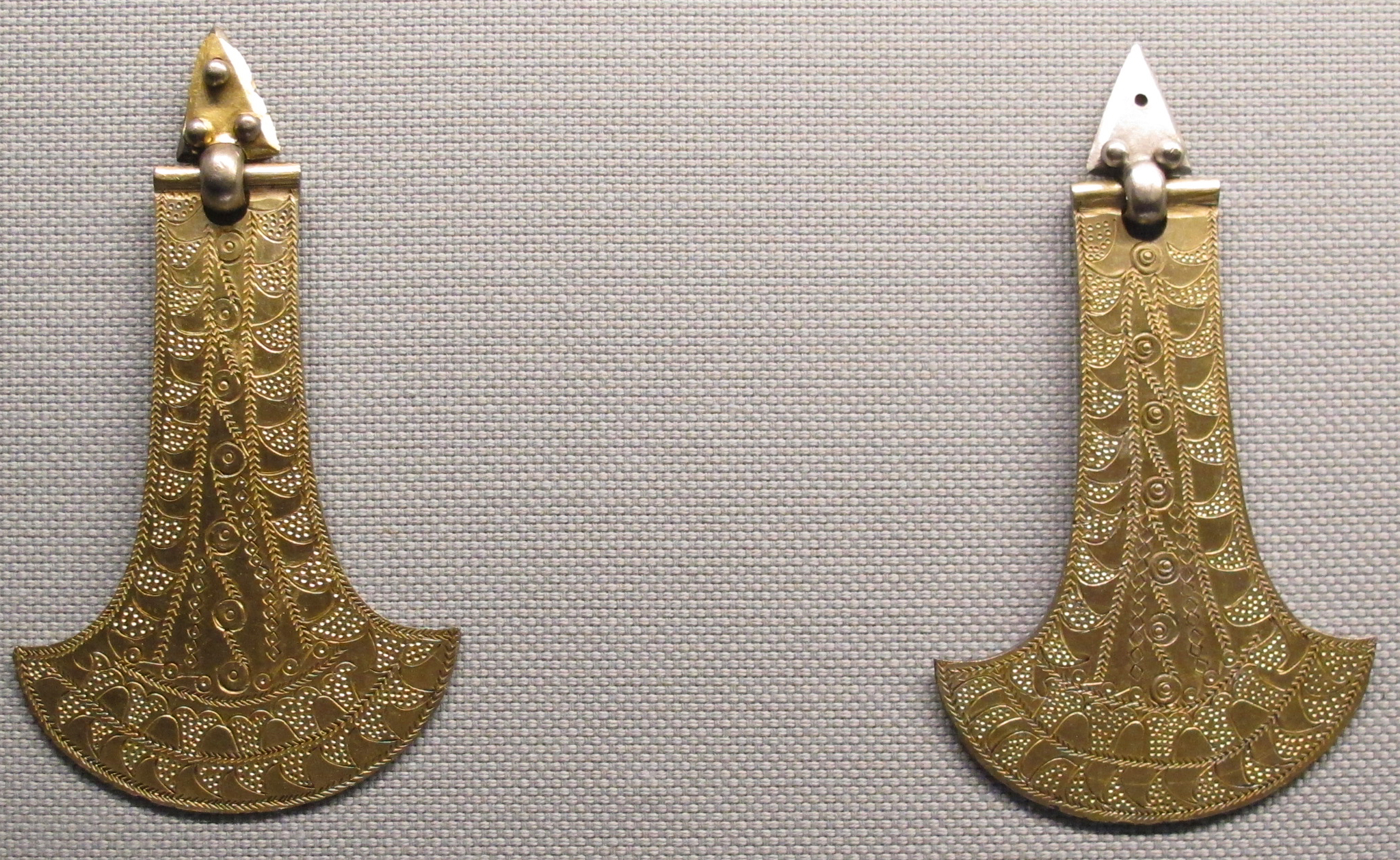
Arreios metálicos do primeiro tesouro de Coşoveni, século V

### Presença na Gália franca
De acordo com a Notícia, havia um prefeito dos povos sármatas e taifalos (praefectus Sarmatarum et Taifalorum gentilium) sediado em Pictávio, na Gália. Em 476, com a expansão visigótica aos rios Reno e Líger sob o rei Eurico (r. 466–484), os taifalos foram incluídos no Reino Visigótico. Em 507, foram essenciais à derrota sob os francos de Clóvis da cavalaria visigótica de Alarico II (r. 485–507) na Batalha do Campo Vogladense. No século VI, seu país chamava-se Tifália ou País Teofálgico (Theofalgicus pagus) sob seu próprio duque.
É possível que os letos taifalos que serviram os romanos também serviram como guarnições francas, mas isso não aparece nas fontes primárias. Apesar disso, sabe-se que pertenciam formalmente ao exército de Quildeberto I (r. 511–558). De acordo com Gregório de Tours, a principal fonte sobre os taifalos no século VI, diz que certo duque franco Austrápio oprimiu-os (provavelmente nas cercanias de Tifauges); revoltaram-se e o mataram. A última menção a eles como povo distinto ocorre em 565, mas seus parentes oltênios certamente participaram da migração e invasão lombarda da Itália em 568 sob Alboíno.
O taifalo mais famoso foi São Senoque de Tifauges, que fundou uma abadia nas ruínas romanas de São-Senoque. A influência de taifalos e sármatas ao longo dos séculos impactou as artes germânicas, sendo perceptível até o século IX. Seus fortes, sobretudo Tifauges e Lusinhão, permaneceram em uso durante o Império Carolíngio. Eles também deixaram sua marca na nomenclatura da região: além de Tifauges, Tafalesca em Corrèze, Touffailles e Tufailu na Aquitânia e Taifáilia na Borgonha. Talvez a cidade de Tafala em Navarra derive seu nome deles, mas caso o seja, é incerto se foram estabelecidos na Hispânia (talvez para subjugar os bascos) pelos romanos antes de 412 ou pelos visigodos depois disso. A cidade de Taivola no norte da Itália também deriva seu nome deles.